# Prix Jules Rimet
Le prix Jules Rimet est un prix littéraire créé en 2012 à l'initiative de l'association "Jules Rimet - Sport et Culture", qui se donne comme objectif de "mettre en place, dans l'esprit de l'oeuvre de Jules Rimet, toute action susceptible d'assurer la promotion des valeurs conjuguées du sport et de la culture".
En particulier, l'association organise, en collaboration avec les lauréats de ce prix, des ateliers d'écriture au profit de la jeunesse.
Le Prix Jules Rimet a pour objet de couronner un ouvrage de littérature française ou de littérature étrangère traduit en langue française (roman, récit, biographie, recueil de nouvelles, autres...) dont les références au sport constituent l'un des éléments majeurs. Il est doté d'une somme de 5 000 euros.
Il est décerné par un jury composé de personnalités du monde du sport et de la littérature, qui se réunit à la fin de chaque mois de novembre. 
Le jury est actuellement présidé par Denis Jeambar ; les autres membres du jury sont notamment Raymond Domenech, Nicolas Baverez, Julia Kerninon, Paul Fournel et Eric Naulleau. Il comptait parmi ses membres, jusqu'à son décès en novembre 2022, Yves Rimet, petit-fils de Jules Rimet, initiateur de la Coupe du monde de football.

## Liste des lauréats
- 2012 : Anquetil tout seul par Paul Fournel
- 2013 : Go Lance par Jean-Emmanuel Ducoin
- 2014 : La petite communiste qui ne souriait jamais par Lola Lafon
- 2015 : La surface de réparation par Alain Gillot
- 2016 : Boxing club par Daniel Rondeau
- 2017 : Le garçon qui courait par François-Guillaume Lorrain
- 2018 : Deux mètres dix par Jean Hatzfeld
- 2019 : L'appel par Fanny Wallendorf
- 2020 : Briller pour les vivants par Jérôme Hallier
- 2021 : Au milieu de l'été, un invincible hiver par Virginie Troussier[7]
- 2022 : Poids plume par Mick Kitson
- 2023 : L'épreuve par Serge Airoldi
- 2024 : Courir par Andrea Marcolongo[8].